# Eesha Khare
Eesha Khare (* 1995) ist eine US-amerikanische Schülerin und Preisträgerin beim Intel Young Scientist Award 2013.
Eesha Khare stammt aus Saratoga und besucht die Lynbrook High School in der Region San José in Kalifornien. 2013 nahm sie am Intel International Science and Engineering Fair in Phoenix teil, der von der Firma Intel Corporation gesponsert wird. Beim Wettbewerb setzte sie sich gegen 1.600 Mitbewerber aus 70 Staaten durch und erreichte einen zweiten Platz. Als Preisgeld erhielt sie 250 US-Dollar von der Patent and Trademark Office Society, 5000 US-Dollar plus 3000 US-Dollar von der American Chemical Society sowie von Intel in der Kategorie „Chemie“ und außerdem 50.000 Dollar als Preisgeld des Young Scientist Award.
Khare reichte eine Erfindung ein, nach der die Leistung von Superkondensatoren durch Verwendung von Nanotubes erhöht werden kann. In der Berichterstattung über die Erfindung wird über die Verbesserung der Aufladung der Akkus von Smartphones gemutmaßt. Khares Mentor ist der in Santa Cruz arbeitende Wissenschaftler Yat Li, der bereits 2012 Forschungsergebnisse veröffentlichte, die in der Arbeit Khares wieder aufscheinen.